# NGC 3630
NGC 3630 (другие обозначения —  UGC 6349, MCG 1-29-31, ZWG 39.124, PGC 34698 и, возможно, NGC 3645) — линзовидная галактика в созвездии Льва. Открыта Уильямом Гершелем в 1784 году.
Этот объект, по мнению Г. Корвина, занесён в «Новый общий каталог» дважды, с обозначениями NGC 3630 и NGC 3645. Независимо от Уильяма Гершеля, галактику открыл Джон Гершель в 1828 году, в результате этого она получила обозначение NGC 3630. Однако в каталоге SIMBAD обозначение NGC 3645 имеет другой объект — значительно более тусклая спиральная галактика с блеском B = 15,5m, обозначенная также как PGC 34817.
Галактика NGC 3630 входит в состав группы галактик NGC 3640. Помимо NGC 3630 в группу также входят NGC 3611, NGC 3645, NGC 3640, NGC 3641, NGC 3664, NGC 3664A, UGC 6345 и NGC 3643.
На фотографиях NGC 3630 видна как линзовидная галактика с высокой поверхностной яркостью, повёрнутая краем к наблюдателю. При визуальном наблюдении в любительский телескоп, несмотря на небольшой угловой размер, это яркая и очень хорошо очерченная галактика с ярким, слегка выпуклым ядром. Она видна как матовый, вытянутый объект, ориентированный с северо-востока на юго-запад, её слегка более тусклые оконечности выглядят заострёнными. Галактика, вероятно, физически связана с яркой эллиптической галактикой NGC 3640, расположенной на северо-востоке. Радиальная скорость: 1368 км/с. Расстояние: 61 млн световых лет. Диаметр: 30 тыс. световых лет.
На угловом расстоянии 21′′ к северо-западу от центра галактики наблюдается звездообразный объект с блеском 18,5m, который в 1971 году привлёк внимание из-за своего необычно голубого цвета; возникли предположения, что это квазар, связанный с галактикой. На 2023 год этот объект классифицирован в каталоге SIMBAD как возможный белый карлик (или другой тип маломассивных звёзд — горячий субкарлик), то есть наиболее вероятно, что это звезда поля, случайно проецирующаяся на галактику, однако расстояние до этого объекта измерено с погрешностью, пока не позволяющей исключить его внегалактическую природу.